# Fugazi
Fugazi er et post-hardcore indie-rockband fra Washington D.C., dannet i 1987. Bandet består af Ian MacKaye (guitar, vokal), Guy Picciotto (guitar, vokal), 
Joe Lally (bas) og Brendan Canty (trommer).

## Diskografi
| Udgivelsesår | Titel                  |
| ------------ | ---------------------- |
| 1990         | Repeater               |
| 1991         | Steady Diet of Nothing |
| 1993         | In On The Kill Taker   |
| 1995         | Red Medicine           |
| 1998         | End Hits               |
| 2001         | The Argument           |

| Udgivelsesår | Titel                            |
| ------------ | -------------------------------- |
| 1988         | Fugazi (7 songs)                 |
| 1989         | Margin Walker                    |
| 1989         | Song #1 b/w Joe #1 Plus Break In |
| 2001         | Furniture                        |